# Cadnam
Cadnam – wieś w Anglii, w hrabstwie Hampshire, w dystrykcie New Forest. Leży 23 km na południowy zachód od miasta Winchester i 122 km na południowy zachód od Londynu.